# バート・フリードリヒスハル
バート・フリードリヒスハル (ドイツ語: Bad Friedrichshall, ドイツ語発音: [baːt ˈfriːdrɪçshal]) は、ドイツ連邦共和国バーデン＝ヴュルテンベルク州ハイルブロン郡に属す郡所属市。この都市は、それぞれコッハー川、ヤクスト川がネッカー川に注ぐ、いずれも河口の町であるコッヒェンドルフとヤクストフェルトが、1934年に合併して創設された。1935年、1972年、1975年にもそれぞれ合併を行い、市域を広げた。この街は1951年に都市権を獲得した。

## 地理

### 位置
バート・フリードリヒスハルは、ヤクスト川およびコッハー川がネッカー川に注ぐ河口に位置している。

### 隣接する市町村
バート・フリードリヒスハルに隣接する市町村は、南から時計回りに、ネッカーズルム、ウンターアイゼスハイム、バート・ヴィンプフェン、オッフェナウ、グンデルスハイム、ノイデナウ、ノイエンシュタット・アム・コッハー、エートハイムで、いずれもハイルブロン郡に属す。バート・フリードリヒスハルは、エートハイム、オッフェナウと行政共同体を形成している。

### 市の構成
バート・フリードリヒスハルは、コッヒェンドルフ、ヤクストフェルト、ハーゲンバッハ、ドゥッテンベルク、ウンターグリースハイム、プラッテンヴァルトの各市区からなる。

## 歴史
バート・フリードリヒスハルは、1934年と1935年に、コッヒェンドルフ、ヤクストフェルトおよびハーゲンバッハが合併して成立した。フリードリヒスハルという名は、ヴュルテンベルク王フリードリヒ1世が1818年にヤクストフェルトに設けた製塩所に由来する。

### コッヒェンドルフ

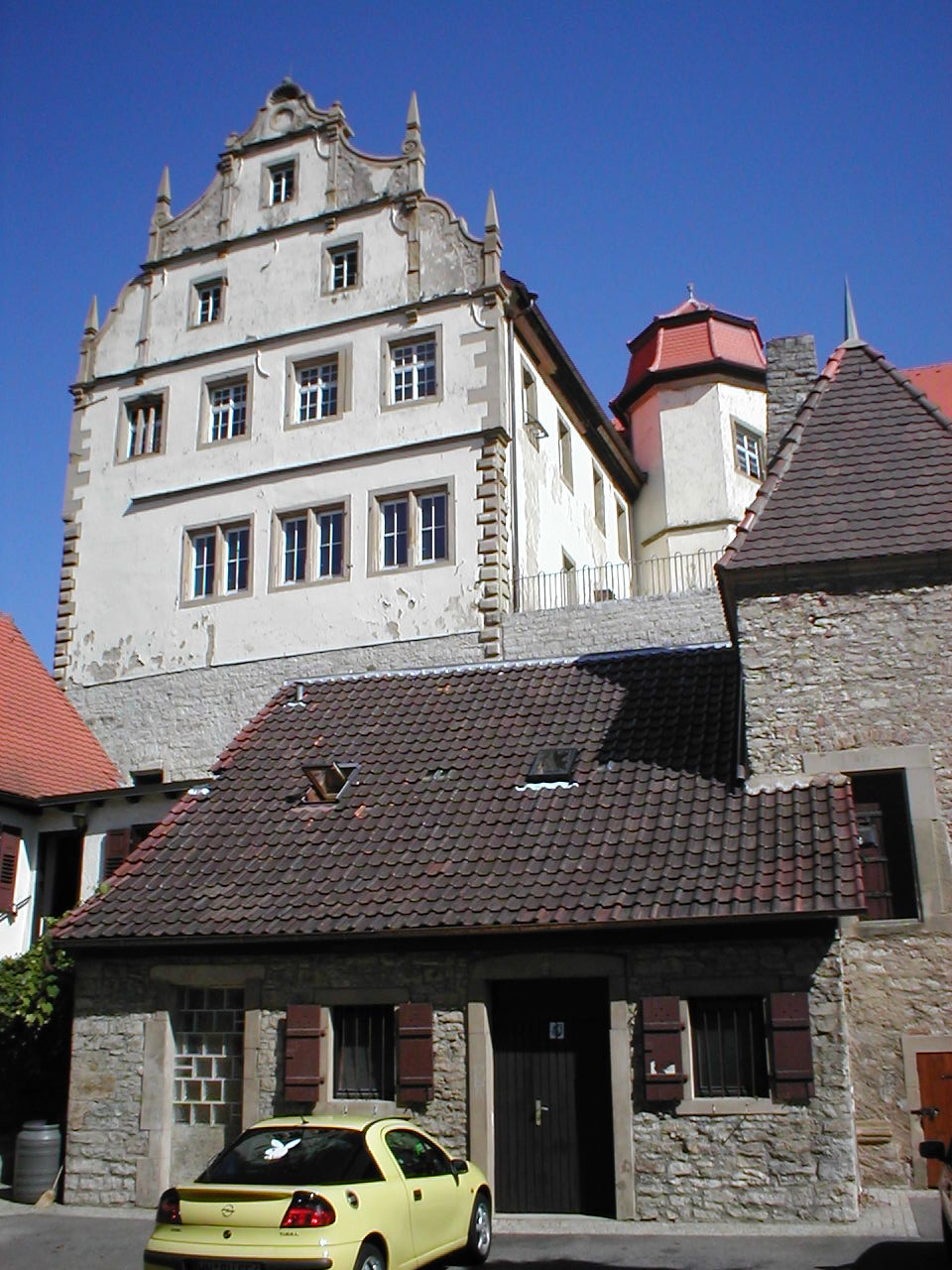
コッヒェンドルフのグレッケン城

コッハー川がネッカー川に注ぐ河口近くに張り出した丘の上にフランク人が、後に水城に拡大される領主館を築き、その周辺に村を拓いたのが起源である。コッヒェンドルフは、817年に初めて文献上で言及される。自衛教会のゼバスティアン教会は、おそらく1100年にはすでに建てられていたと考えられている。1200年頃、コッヒェンドルフは城壁に囲まれていた。13世紀に地元豪族のコッヒェンドルフ家が、ヴィンプフェンのシュタウフェン家の陪臣となった。15世紀にはグレッケン家が帝国レーエンとしてコッヒェンドルフを治めた。彼らは16世紀から17世紀に、全部で3つの城を築いた。1670年にサン＝アンドレー男爵が、経済危機に陥ったグレッケン家から村の一部を譲り受け、1710年にグレッケン家の「下の城」の替わりに新しい城を築いた。コッヒェンドルフは、この他にも、旧コッヒェンドルフ家の所領の一部がオーデンヴァルト騎士カントーンの官庁所在地になり、1762年にグレッケン家の城は、現在は遺されていないが、大きな騎士宿泊所に改修された。1806年にコッヒェンドルフは、独立した自治体としてヴュルテンベルク王国に編入された。1899年にコッヒェンドルフにハイルブロン塩業AGの製塩所が開設された。
1934年にコッヒェンドルフはヤクストフェルトと合併し、バート・フリードリヒスハルが成立した。

### ドゥッテンベルク

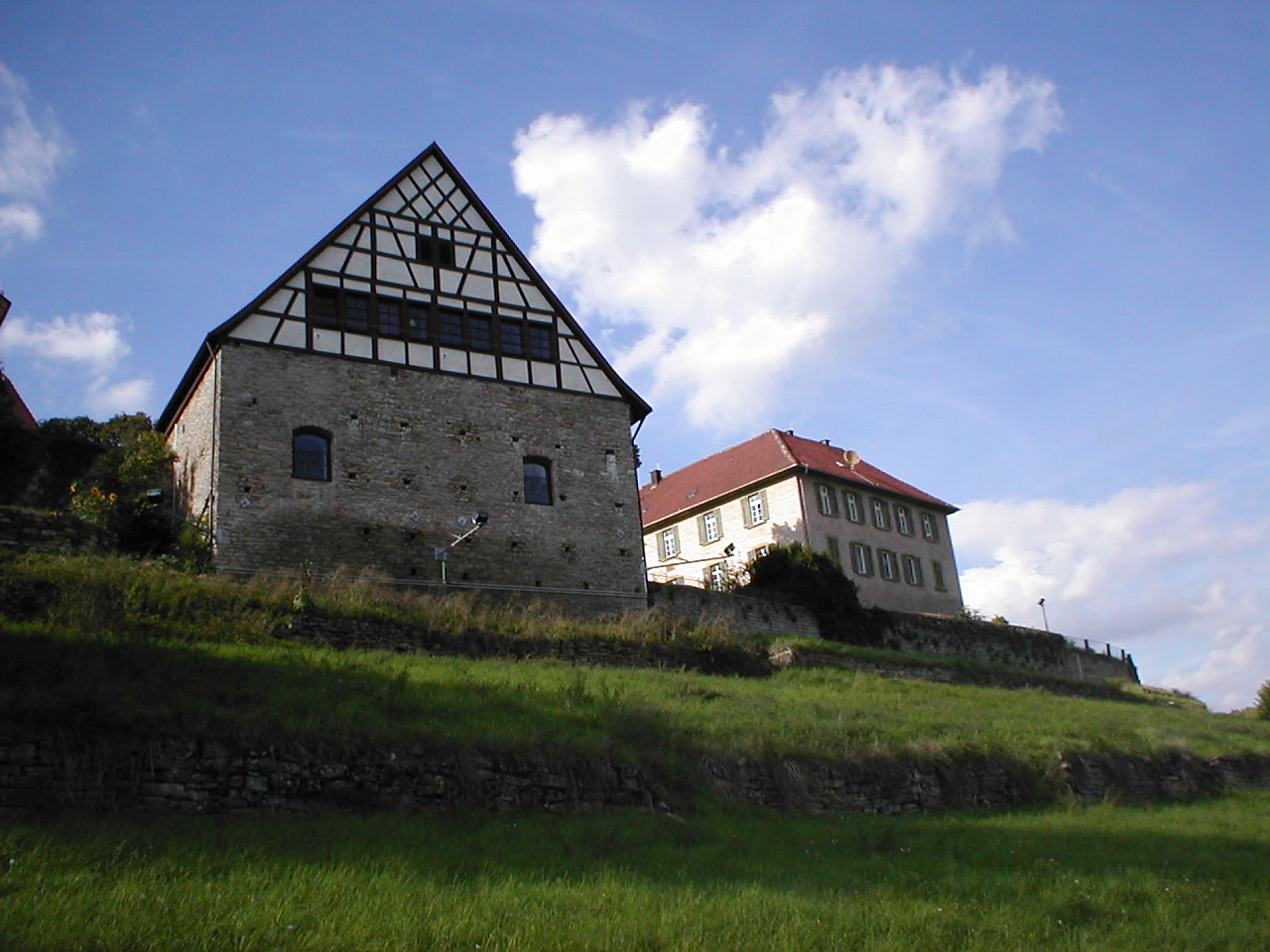
旧ドゥッテンベルク城

ドゥッテンベルクで、紀元前8世紀の入植地跡が発見された。ローマ人もこの地に入植地を築いた。後に城が築かれた付近は大農場で、西暦150年頃までは領内をネッカー＝オーデンヴァルト・リーメスが延びていた。260年頃にアレマン人がこの地を征服すると、シェルツリンゲンという集落が造られるが、これは後に放棄された。ドゥッテンベルクは、600年頃にフランク人が築いた村で、778年に初めて文献に登場する。
ドゥッテンベルクの教会はきわめて早い時期に成立し、後にオッフェナウ、バッヒェナウ、ハーゲンバッハ、ホイヒリンゲンの教会の母体組織となった。この教会は、1302年に初めて文献で言及されている。
中世になるとドゥッテンベルクに城が築かれ、14世紀にはヴァインスベルク家がここに住んだ。その後、この城は、ハーゲンバッハ家を経てヴィトリンゲン家の所有となった。1460年にはジッキンゲン家が城壁を築いた。城の防衛施設は後に撤去され、付属施設が建設されるにつれ、城砦から領主館の性格が強い城館へと変貌していった。1688年にドイツ騎士団が領主館を獲得したが、1769年以降は私邸となっている。
中世後期には、村外れのローマ人の宗教施設跡に十字架礼拝堂が建設された。1730年に中世の村の教会堂は焼失したものと思われる。この跡地に1734年、ネッカーズルムの建築家ゲオルク・フィリップ・ヴェンガーがバロック様式の聖キリアン教会を建設した。
ドゥッテンベルクは、1806年にヴュルテンベルク王国領となり、1972年にバート・フリードリヒスハル市に編入された。

### ウンターグリースハイム

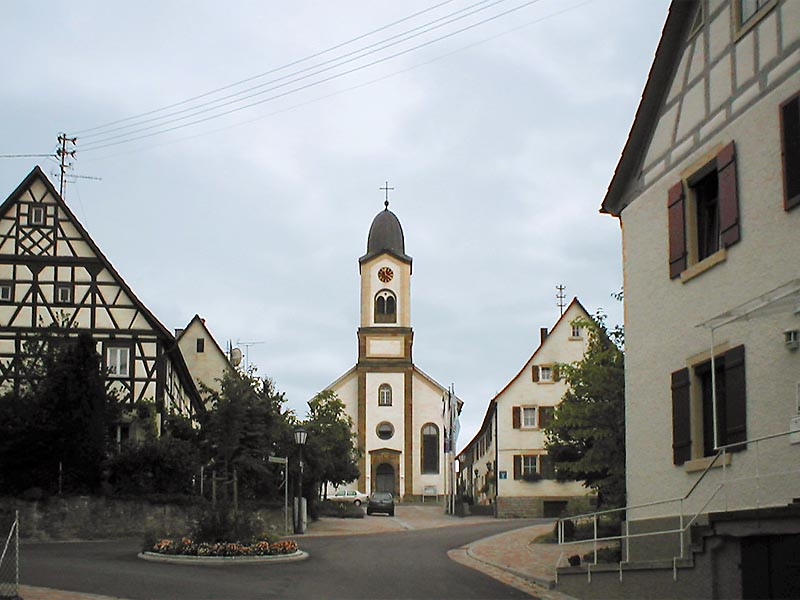
ウンターグリースハイムの中心部

ウンターグリースハイムは、767年のロルシュ文書で初めて言及されている。この村は、おそらくフランク時代の5世紀頃に創設された。初めて言及された時の「グレオツィスハイム」という名は、創設者のグレオーツォあるいはグレオクスと関連している。創設当初から中世盛期まで、この村は隣接する2つの集落、ウンターグリースハイムとオーバーグリースハイムからなっていた。
ウンターグリースハイムのオーバードルフ（墓地付近）からフランク人の宮殿跡が発見された。その近くには、やはり早い時期に教会が創設された。この教会は、中世盛期にティーフェンバッハやヘヒストベルクの（さらに後にはハーゲンバッハやホイヒリンゲンの）母体教会となった。1136年コムベルク修道院がこの村の一部を手に入れた。教会は、ヴァインスベルク領（1446年からはライン宮中伯領）にのこされた帝国教会となった。1532年、ゲンミンゲン家がこの村のコムベルク領部分を獲得した。
1806年にウンターグリースハイムはヴュルテンベルク王国領となった。1840年に洗礼者ヨハネに献じられた現在の聖ヨハネス・バプティスタ教会が、オーバードルフ下流域に新しく建設された。それまでの墓地に面した中世教会は1845年に解体された。1860年に村役場兼学校が建てられ、1870年頃には村の鉄道駅が建設された。
1975年にウンターグリースハイムは、バート・フリードリヒスハルに編入された。

### バート・フリードリヒスハル

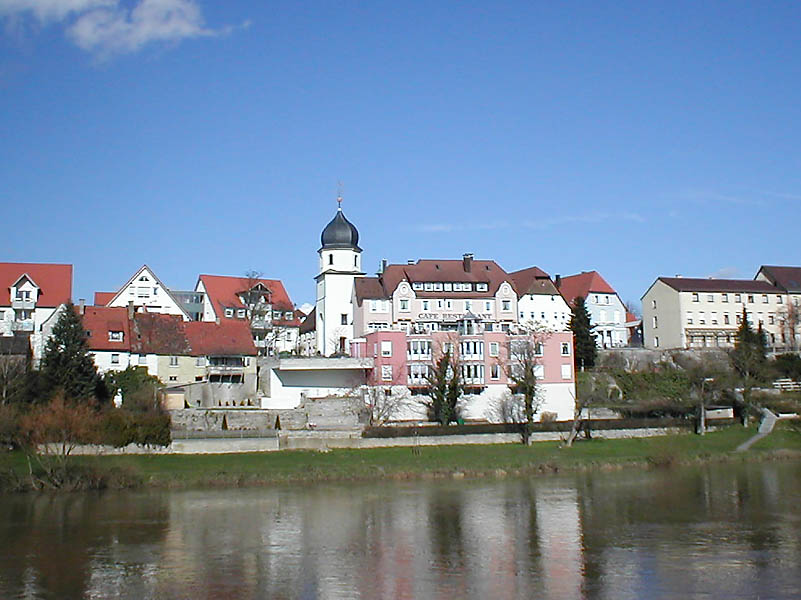
ネッカー川越しに見るヤクストフェルトの町並み

1944年の初め、ナチス親衛隊はナッツヴァイラー強制収容所の外部施設をコッヒェンドルフ地区に建設した。収監者たちは国営企業の岩塩採掘の仕事を強いられた。この労働と、後のダッハウ強制収容所への「死の行進」で400人以上の収監者が命を落とした。
1951年6月17日にバート・フリードリヒスハルは市に昇格した。1972年3月15日にドゥッテンベルクが、1975年1月1日にウンターグリースハイムが合併した。1992年から1998年までにプラッテンヴァルト地区が新設された。

## 行政

### 市議会
バート・フリードリヒスハルの市議会は29人の議員からなる。これに議長を務める市長が加わる。
ウンターグリースハイム、ドゥッテンベルク、プラッテンヴァルトにはそれぞれ地区議会がある。

### 紋章と旗
左右二分割。向かって左は、銀地で3本の青い波帯の上に、銀のリングと黒い十字架がついた青い帝国宝珠。向かって右は、青地に後肢で直立した銀の馬。
旗は、青 - 白。
バート・フリードリヒスハルは、1936年12月1日に、市とヴュルテンベルク王国領の文書部門と協議し紋章を決めた。この紋章は、かつてのヤクストフェルトの紋章である帝国宝珠とコッヒェンドルフの紋章である馬からできている。3本の波帯は、3本の川、ネッカー川、ヤクスト川、コッハー川を象徴している。
旗の色、青 - 白は、1951年に定められた。市の紋章と旗は、1963年3月4日にバーデン＝ヴュルテンベルク州内務省の認可を得た。

### 友好都市
- サン・ジャン・ル・ブラン（フランス、ロワレ県）1989年
- ホーエンメルゼン（ドイツ、ザクセン＝アンハルト州）1990年
- イーゼンビュッテル（ドイツ、ニーダーザクセン州）2002年

## 文化と見所

### コッヒェンドルフ

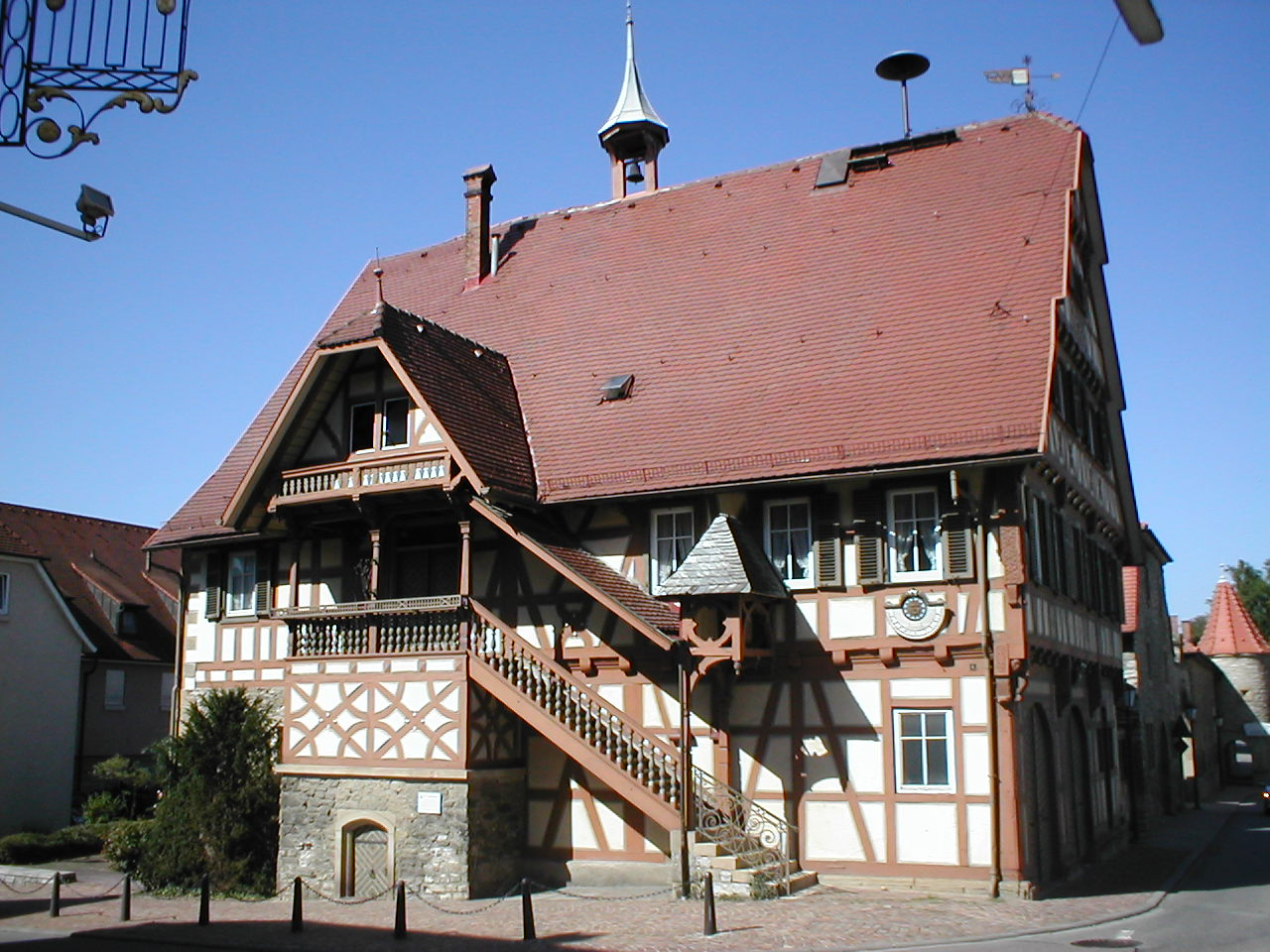
1597建造の旧村役場

- レーエン城: 1553年に古い水城があった場所に建造されたルネサンス様式の城館。現在はホテルとして利用されている。
- グレッケン城: 1602年にヴォルフ・コンラート・グレック2世フォン・コッヒェンドルフにより建設された。1806年からは居館兼学校として用いられた。
- 聖アンドレの小城: 1670年からコッヒェンドルフの一部を治めた同名の男爵により1710年に造営された。現在は公証人役場として利用されている。
- コッヒェンドルフの旧村役場: 1597年に建設された木組み建築で、1890年の改修の際に現在の外観となった。1階は元々半開放的なドーム市場であったのだが、後に増築され、現在は倉庫として用いられている。この建物は長い間、オーデンヴァルト騎士カントーンの役所であったため、現在も切妻にその当時の紋章が飾られている。
- プロテスタントのゼヴァスティアン教会: 恐らく1100年より以前に建てられたコッヒェンドルフで最も古い建物である。元々は城壁に囲まれた自衛教会で、1294年に文献で言及されている。
- 旧ワイン製造所: 1553年建造。1920年からは体育館として用いられ、現在はレーエン城の催事場として利用されている。街道沿いに建ち、旧村役場や、1508年建造の2つ防衛塔などとアンサンブルをなしている。
- 岩塩採掘坑: 見学可。

Kochendorf
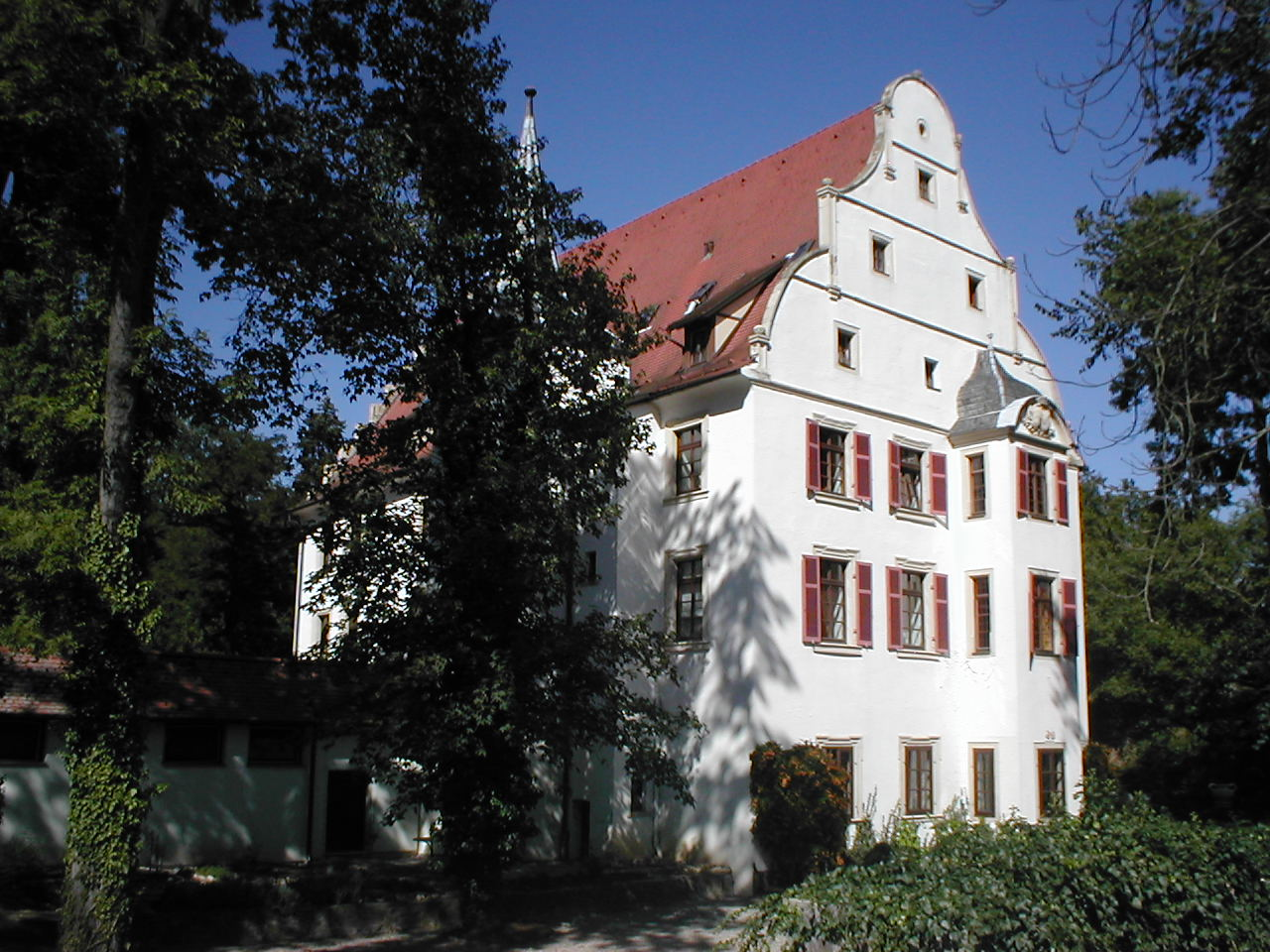
レーエン城
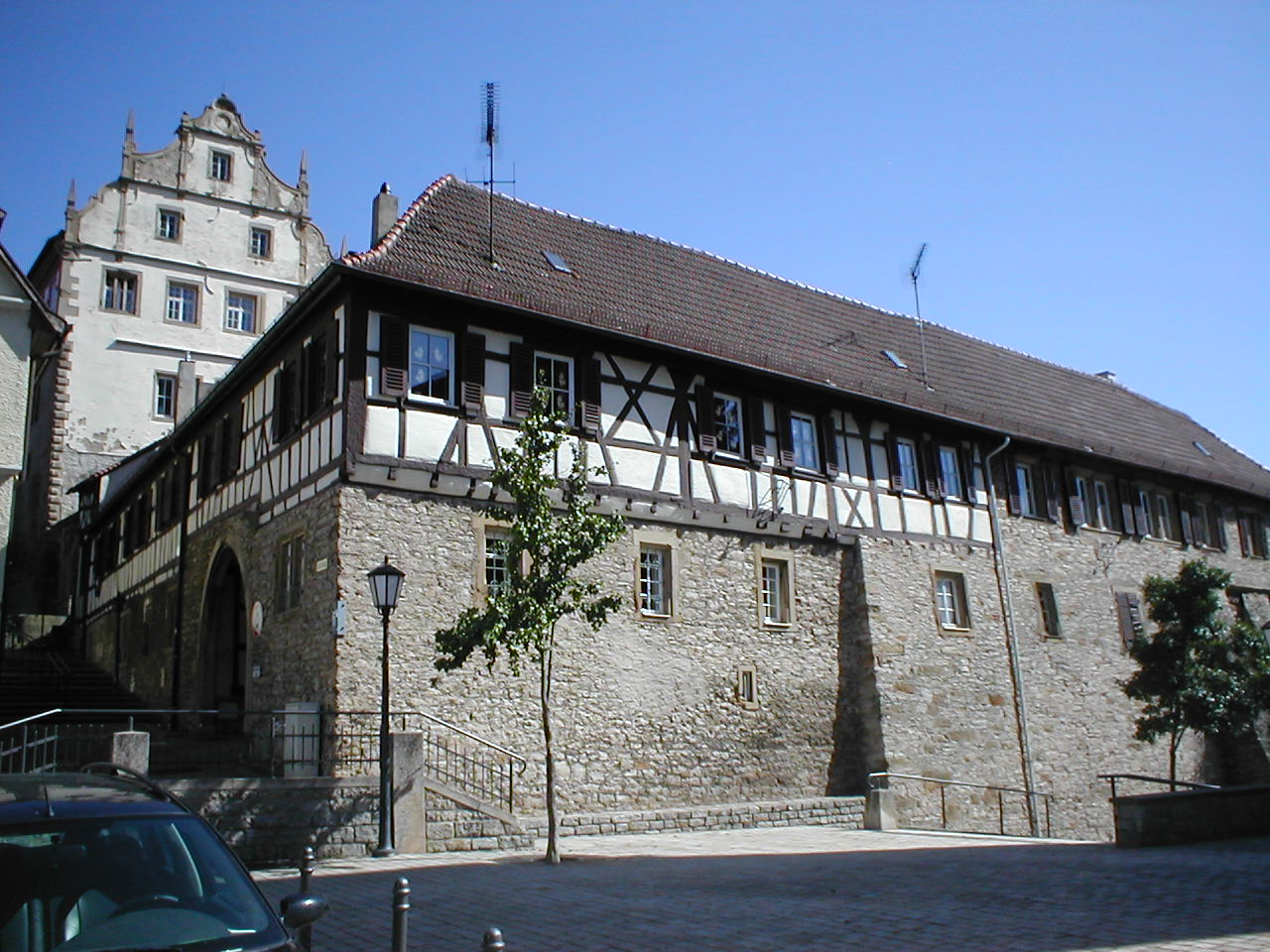
グレッケン城の納屋
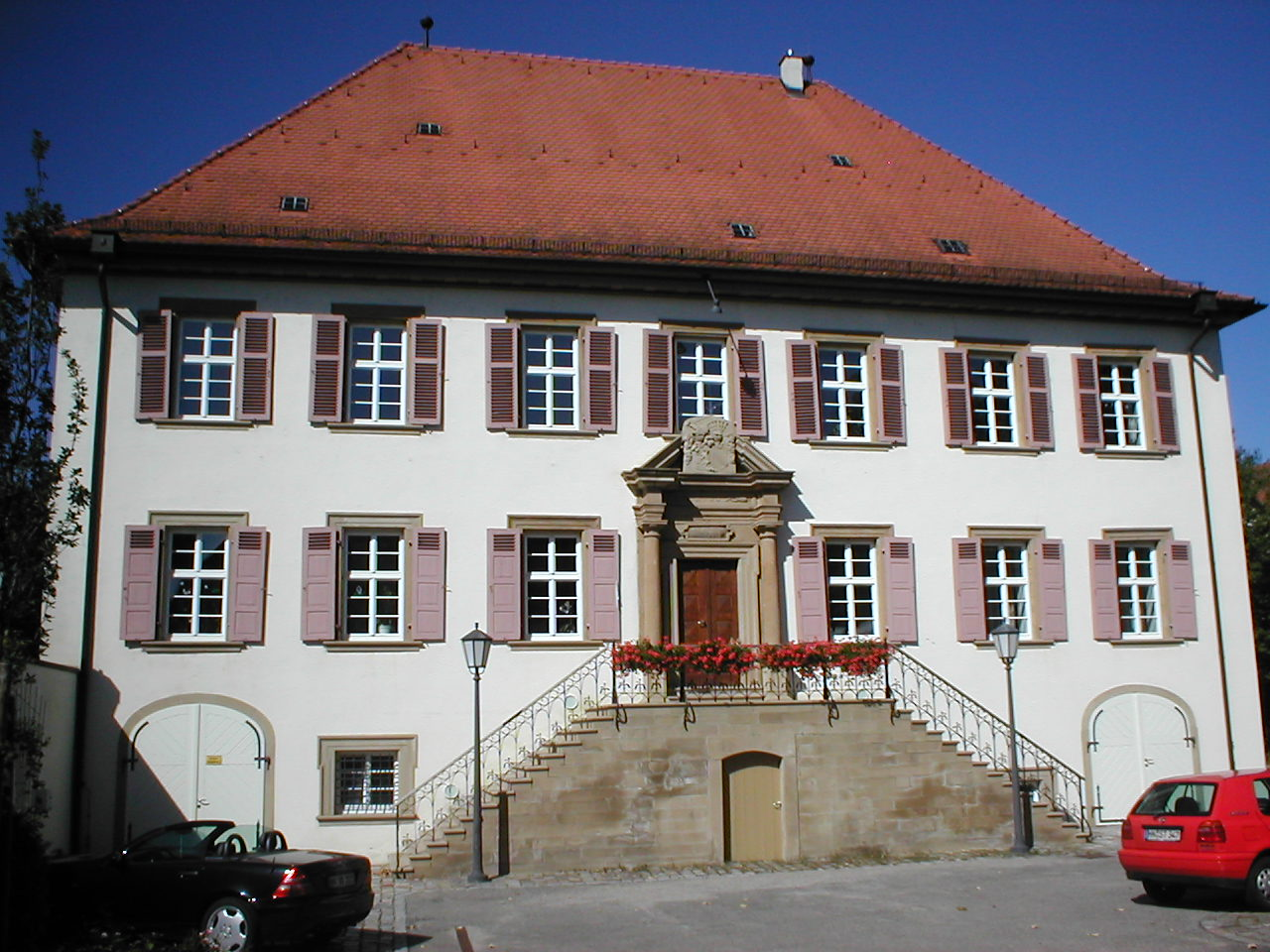
聖アンドレの小城
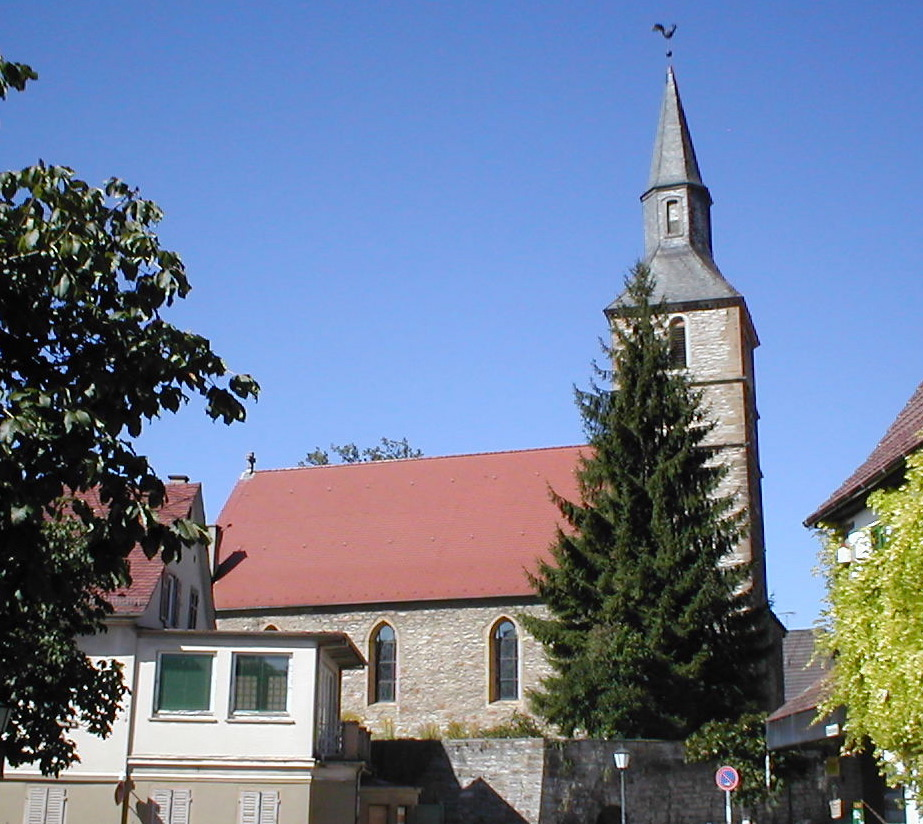
ゼバスティアン教会
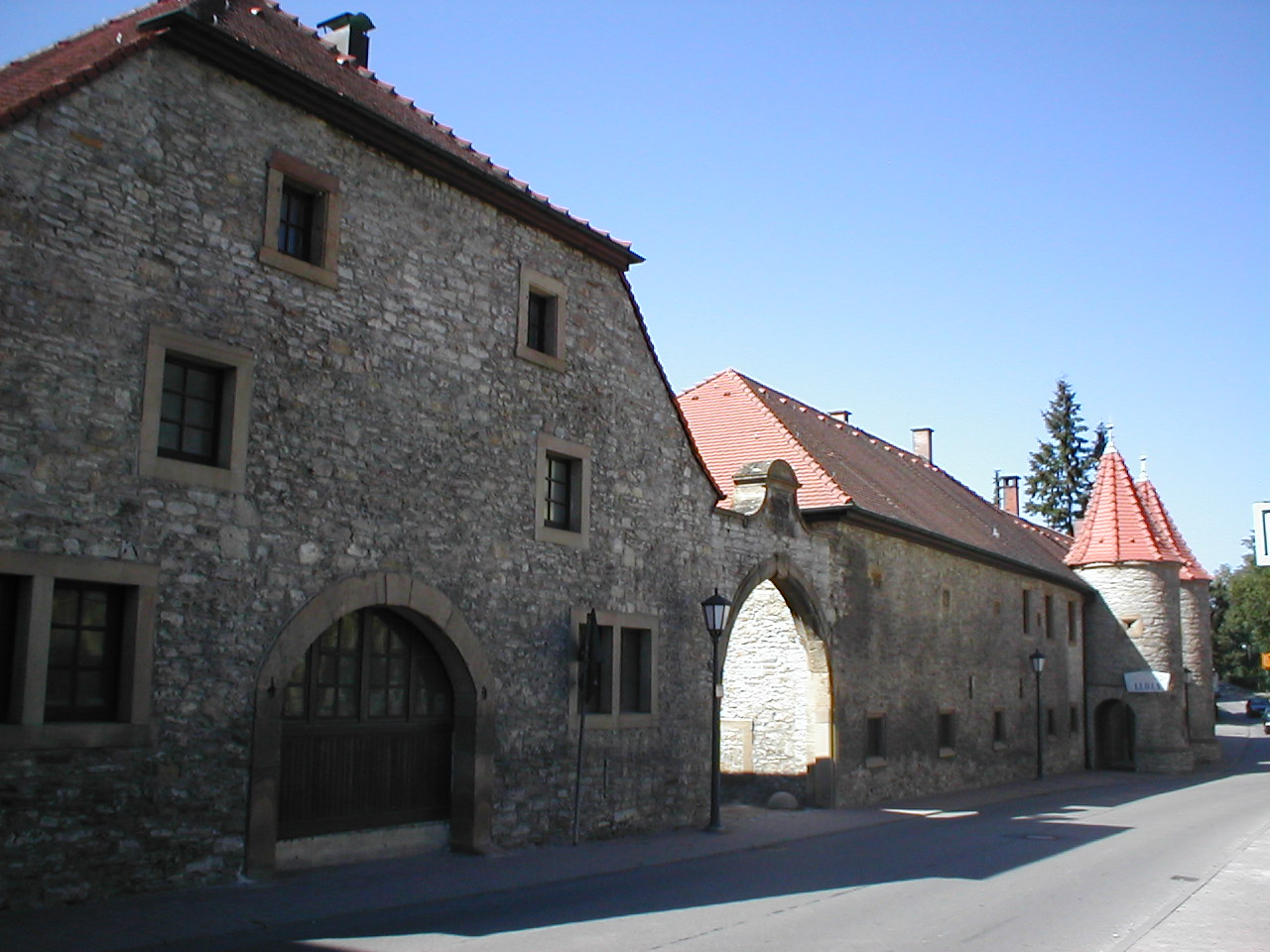
1553建造の旧ワイン製造所

### ドゥッテンベルク

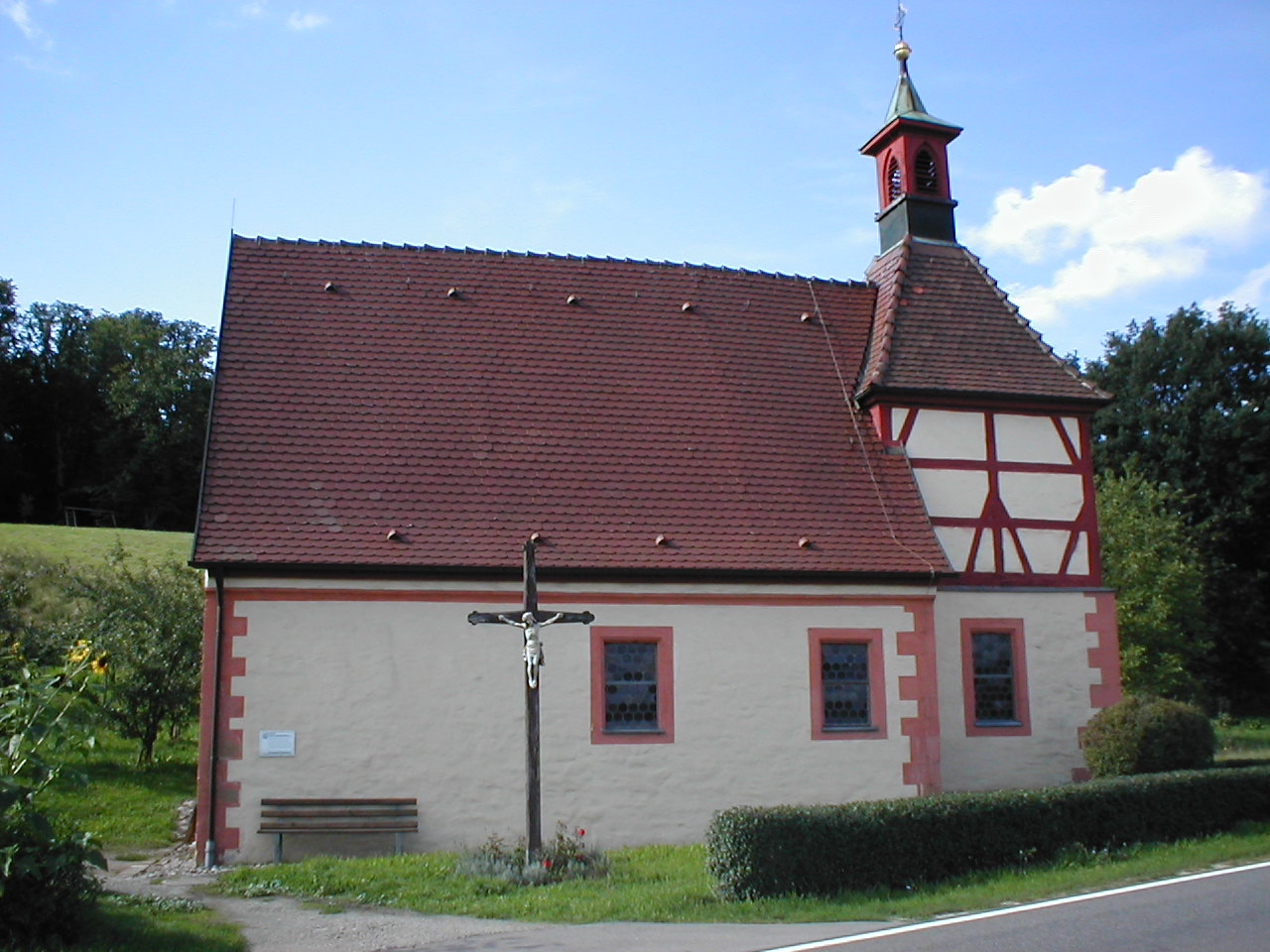
十字架礼拝堂

- カトリックの聖キリアン教会: 1733年から34年に建造。
- 十字架礼拝堂: 15世紀の壁画を有している。
- 旧ドゥッテンベルク城およびそのワイン製造所
- 1688年の村の泉
- 1846年の村役場
- ヤクスト川沿いの歴史的な水力発電所
- 路傍にある多くの古い聖人像や十字架
- フランケン風の木組み建築が多くを占める地区中心部の家並み
- ホイヒリンゲン城: 12世紀に遡るバロック建築で、町外れのヤクスト川堤の斜面に建つ。

Duttenberg
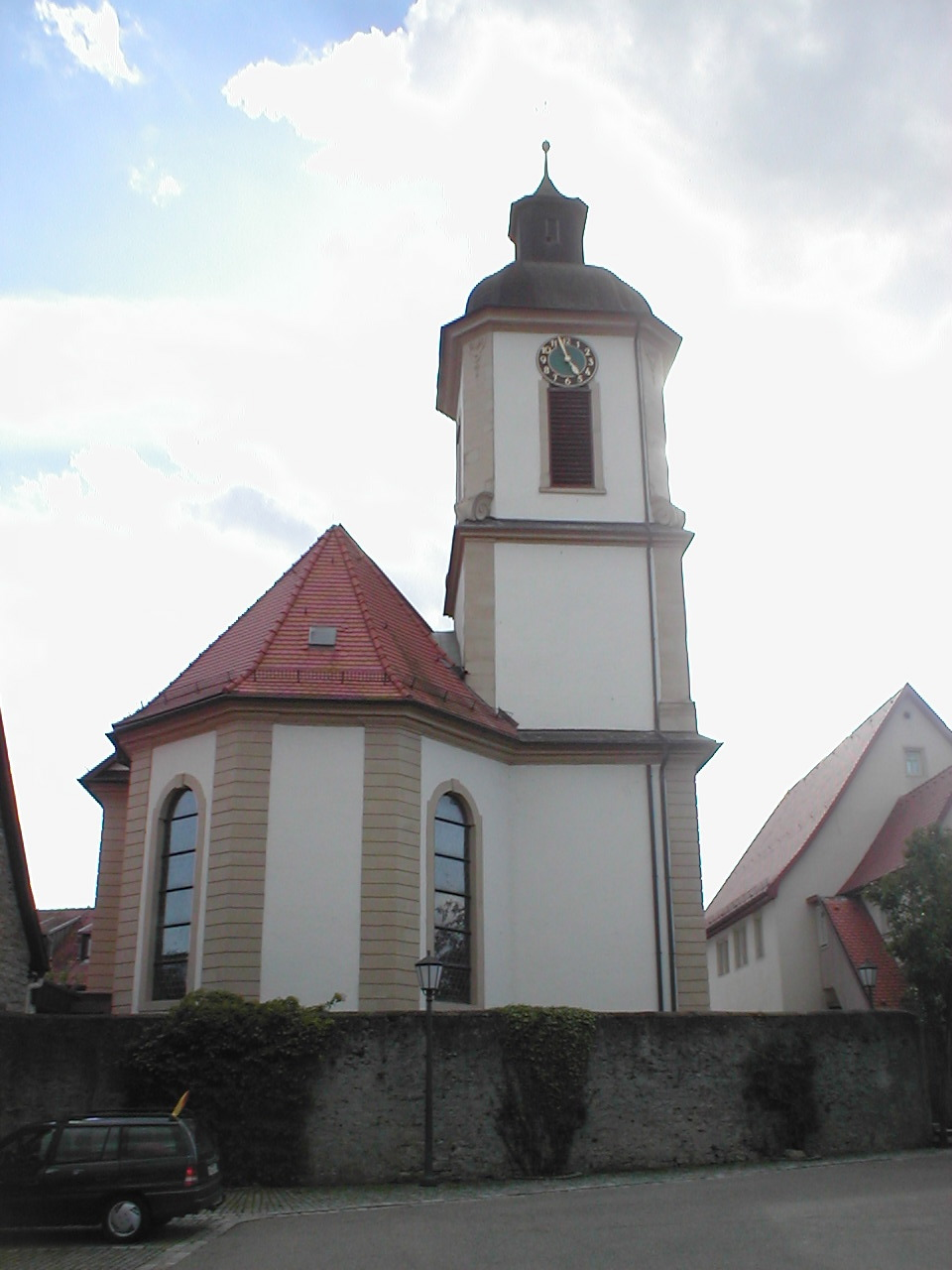
カトリックの聖キリアン教会
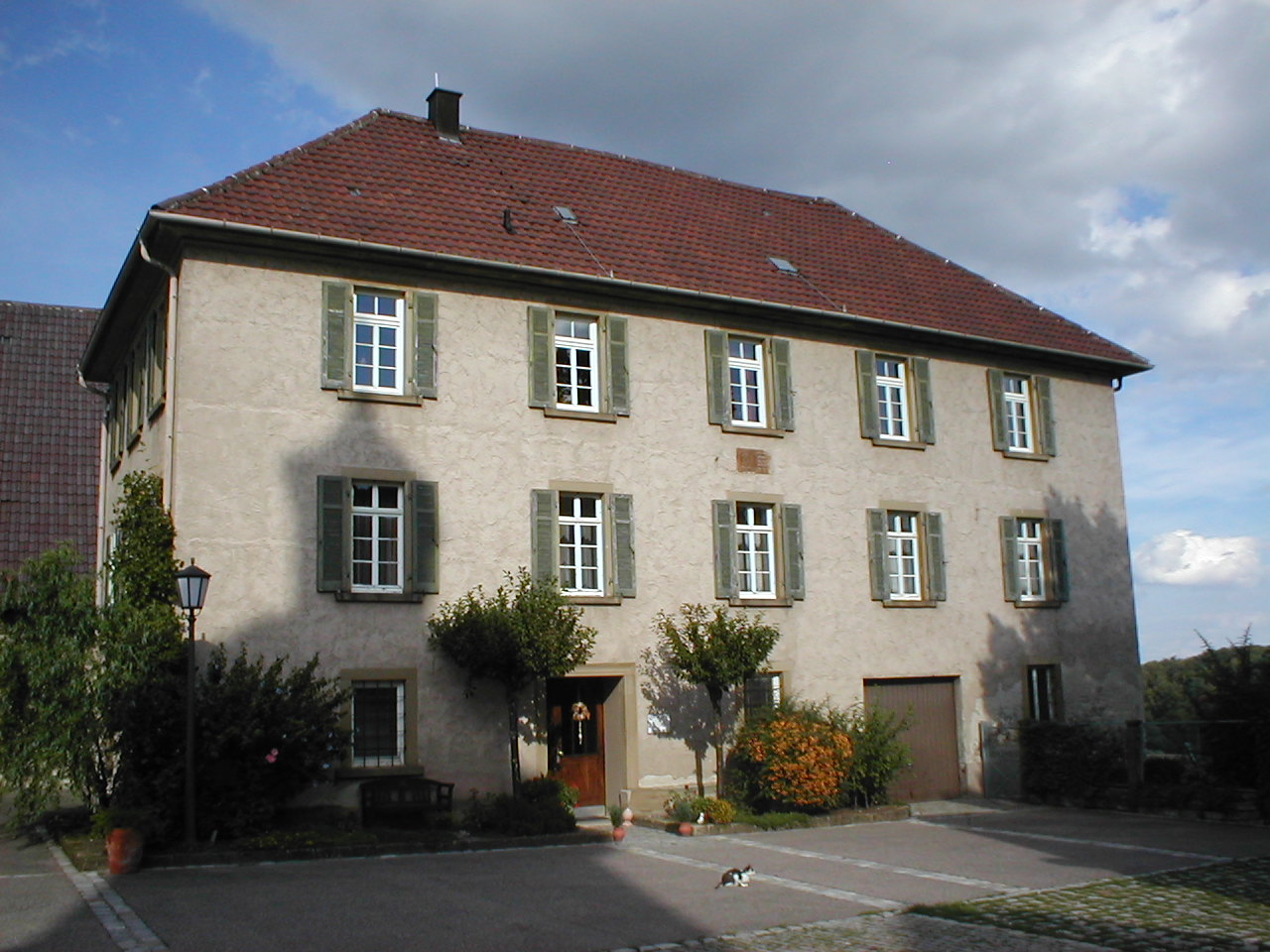
旧ドゥッテンベルク城領主館
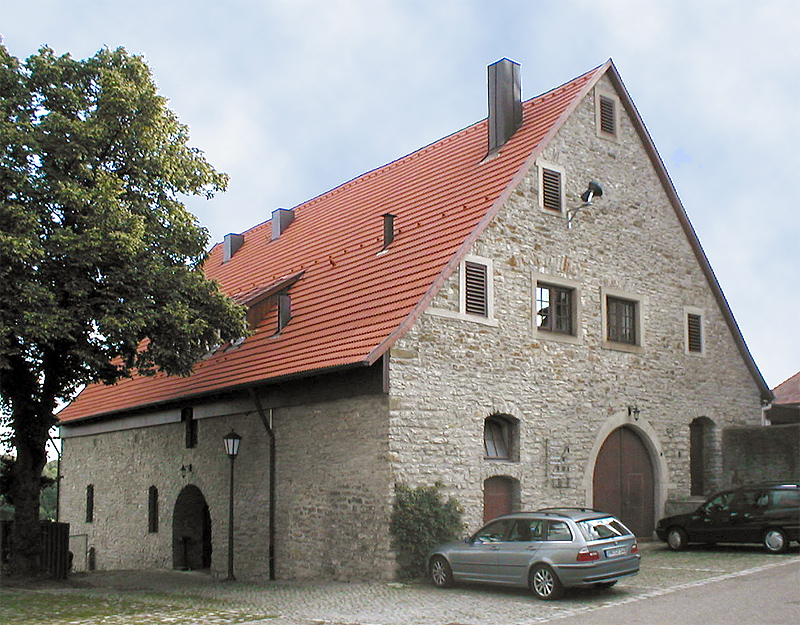
旧ワイン製造所
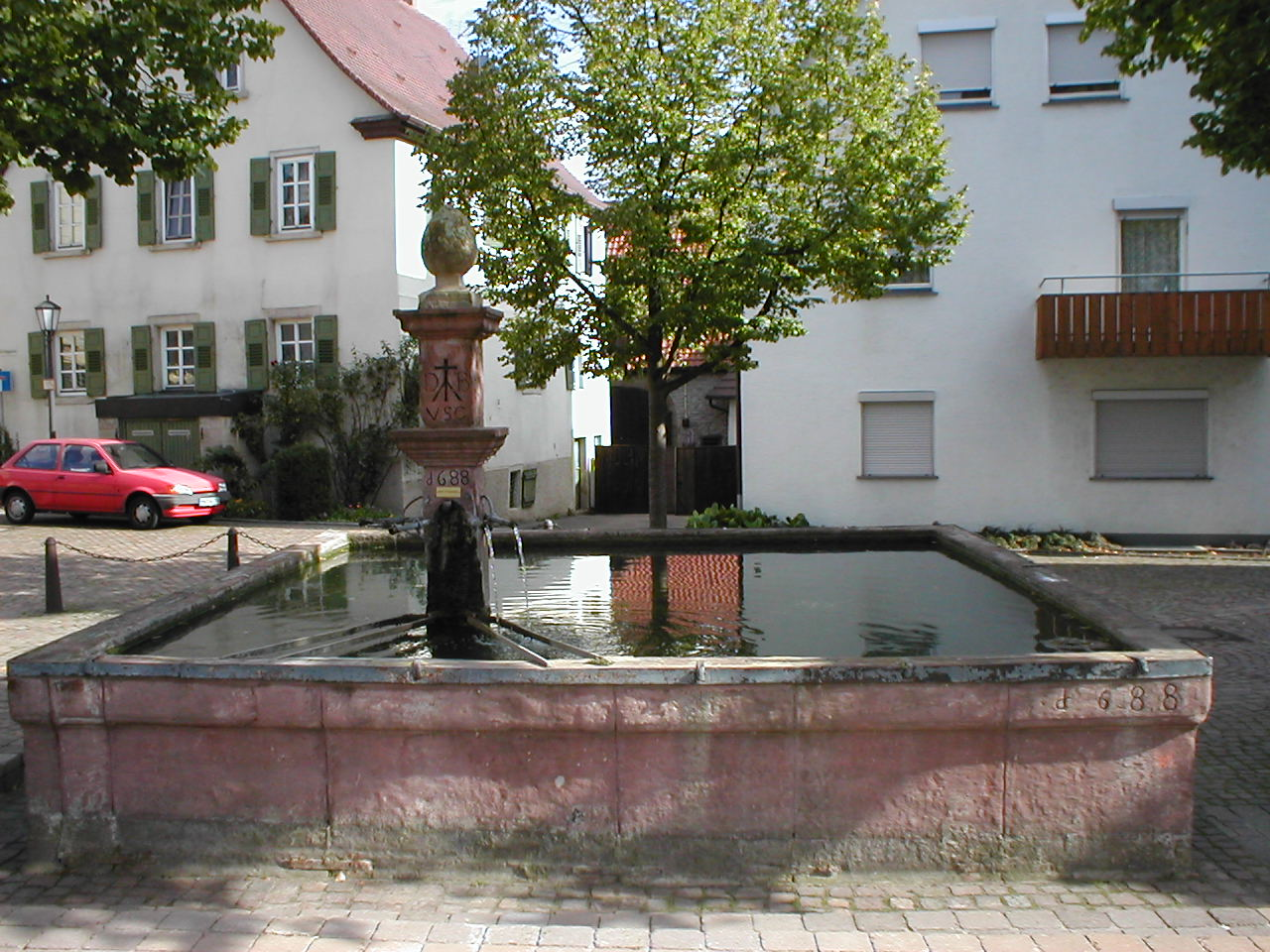
1688年建造の村の泉
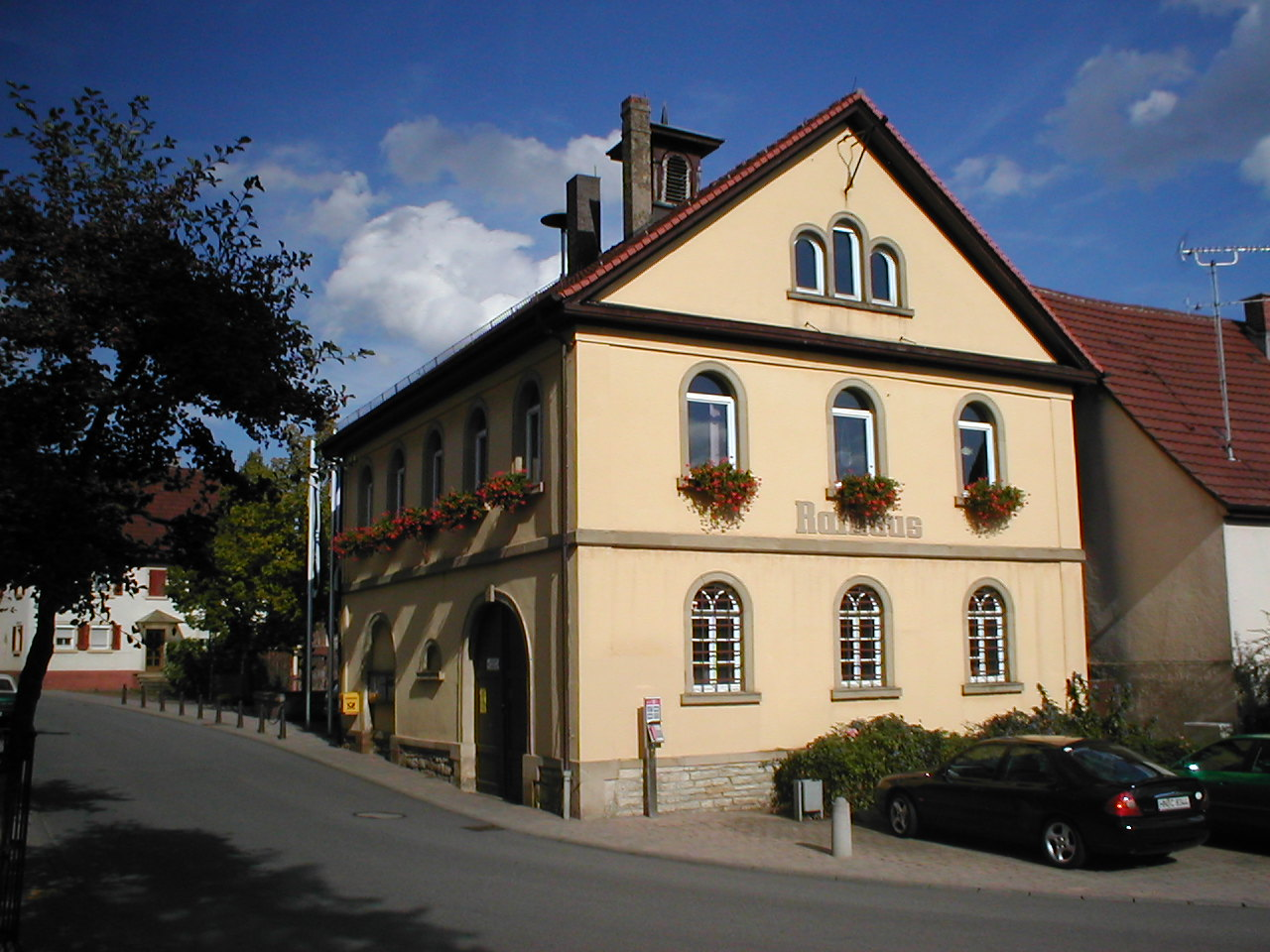
1846年建造の村役場
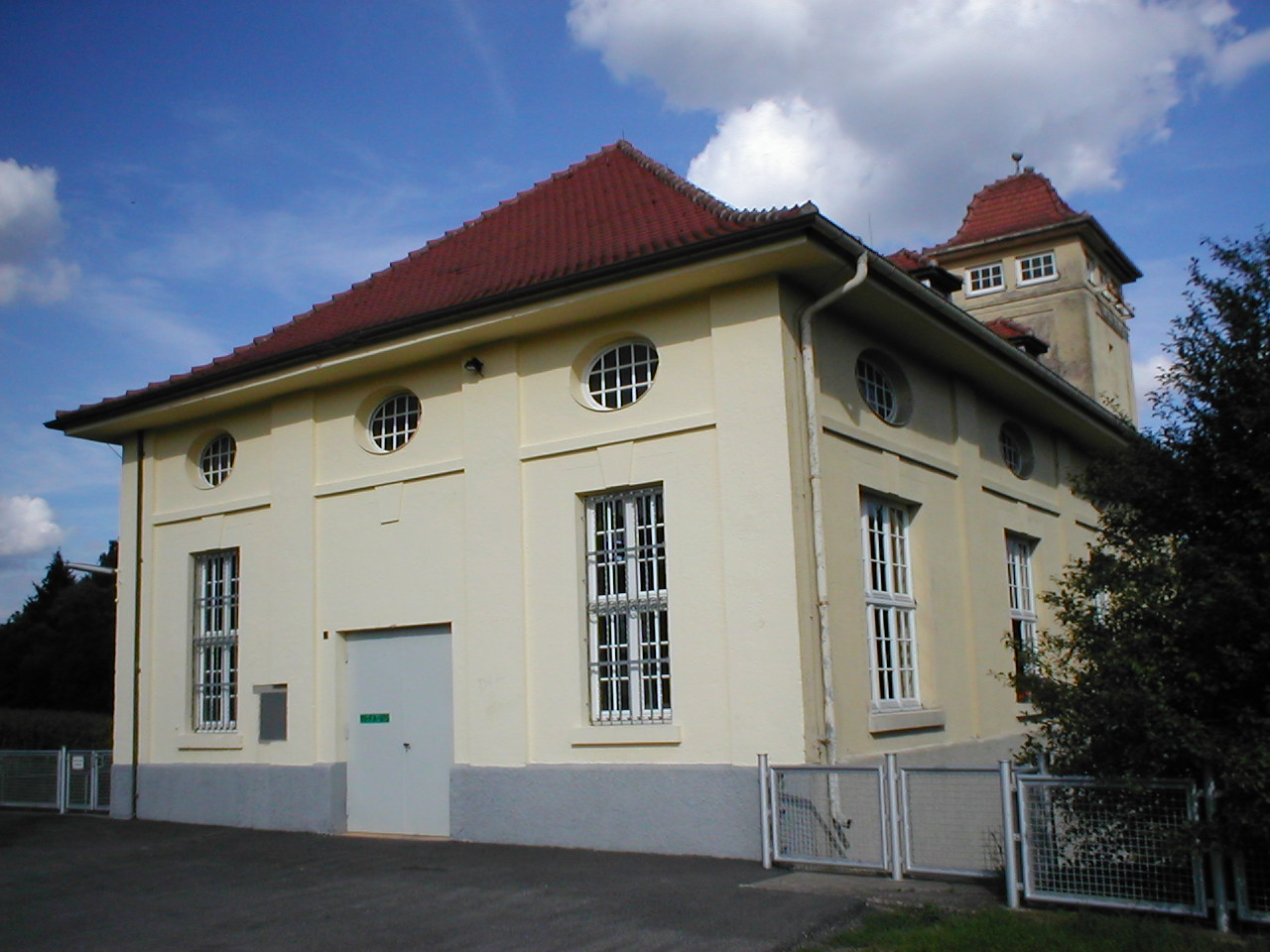
ヤクスト川沿いの歴史的水力発電所
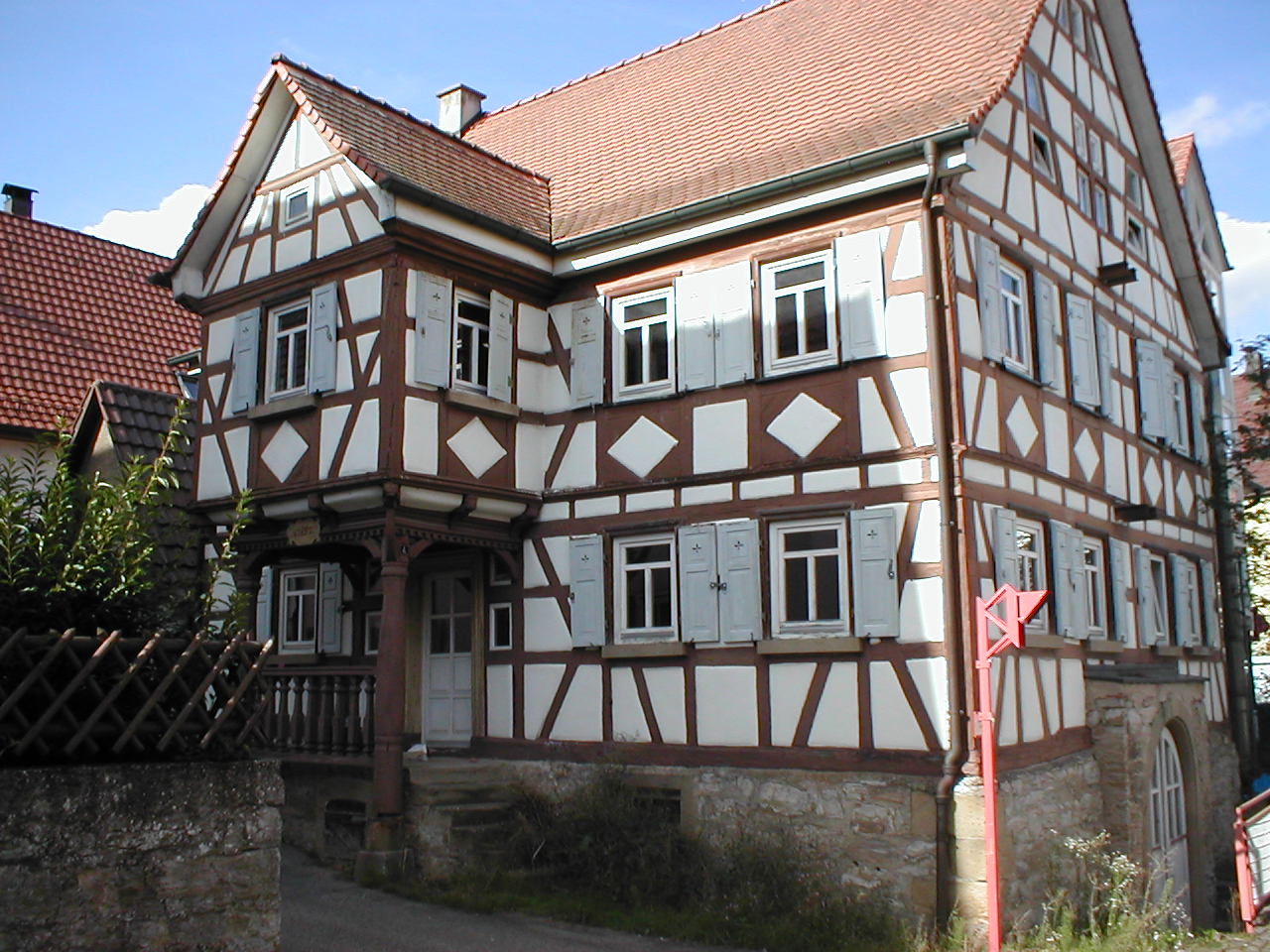
1717年建造の木組み建築
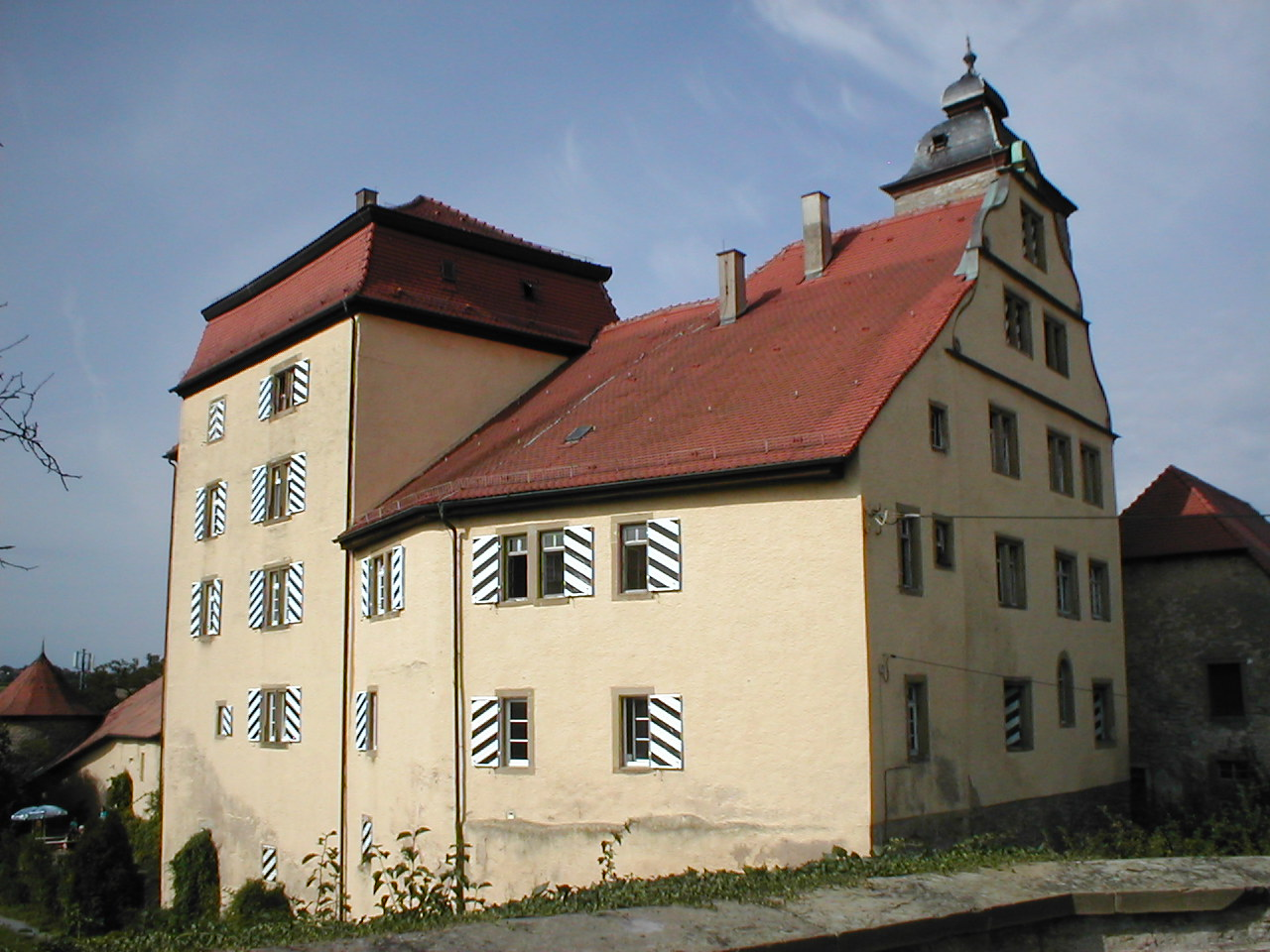
ホイヒリンゲン城
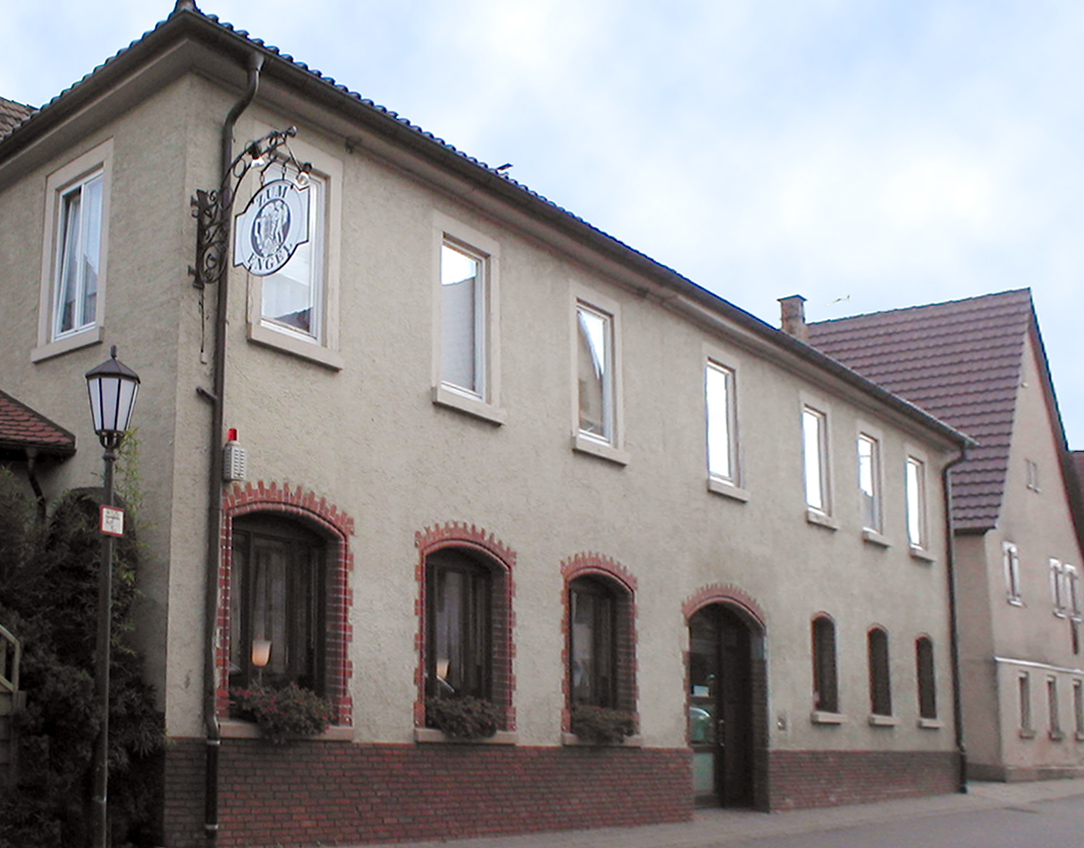
旧エンゲル・ビール醸造所のゲストハウス

### ウンターグリースハイム
- カトリックの聖ヨハネ・バプティスタ教会: 1840年建造。
- 旧村役場兼学校: 1860年建造
- 墓所の壁沿いにあるブルクハルト・フォン・ヴィットシュタットの碑。ヴィットシュタットは、村の貴族で1506年までハーゲンバッハの領主であった。
- 戦争記念碑

Untergriesheim
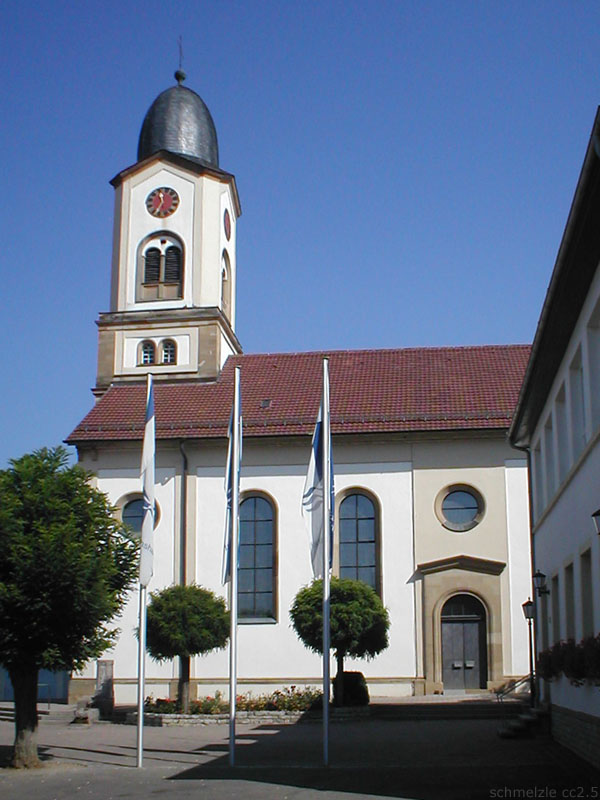
カトリックの聖ヨハネ・バプティスタ教会
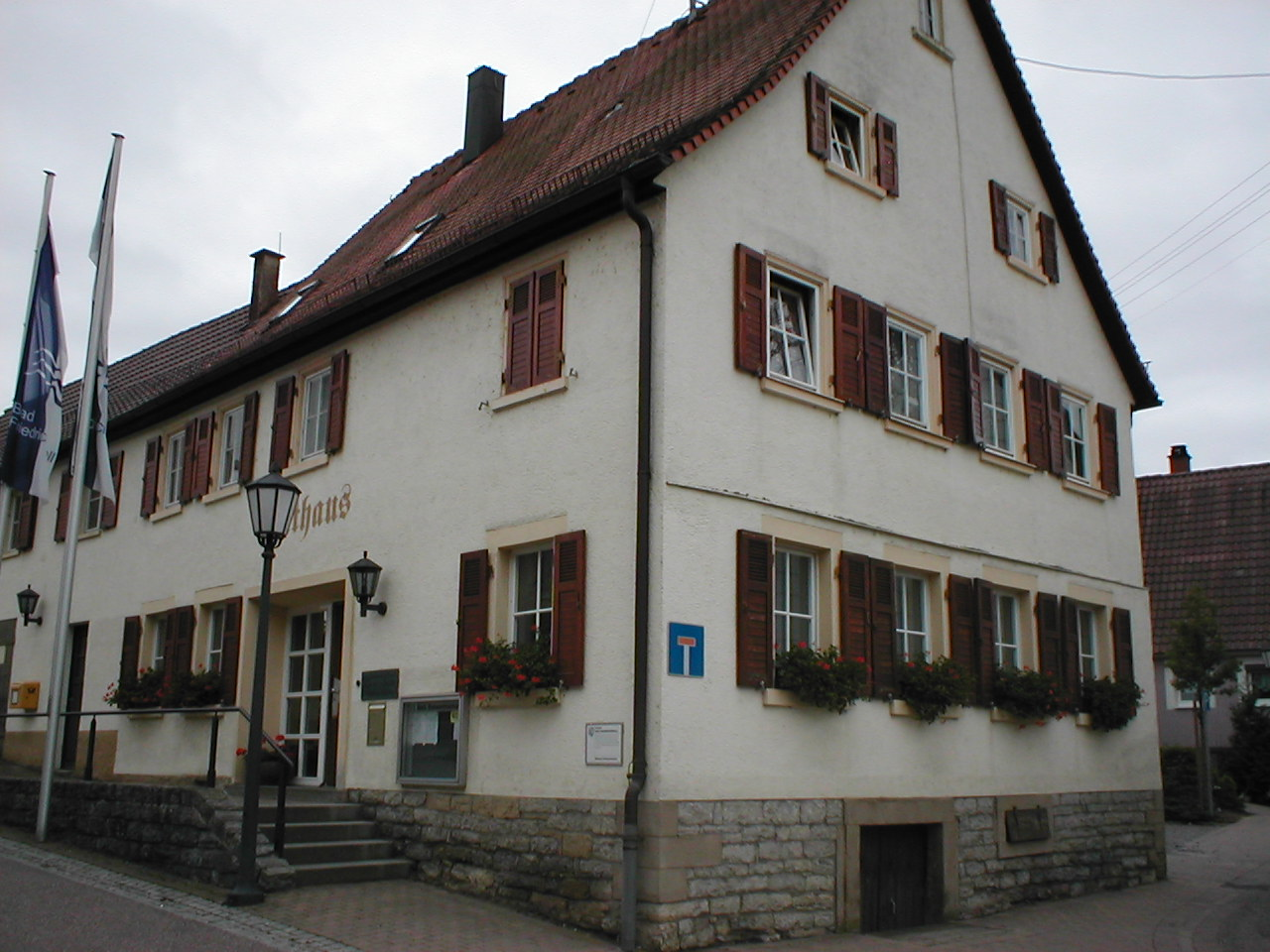
1860年建造の村役場兼学校
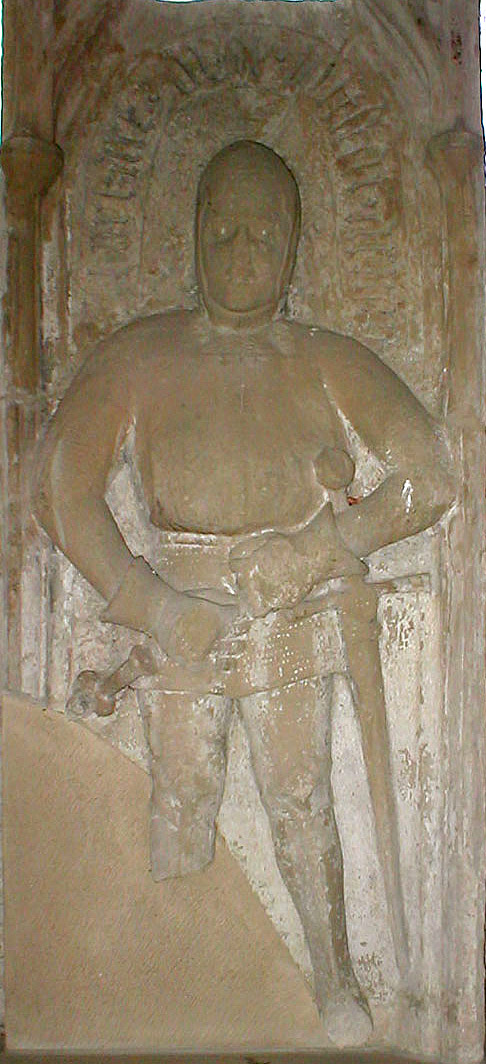
ブルクハルト・フォン・ヴィットシュタットの碑
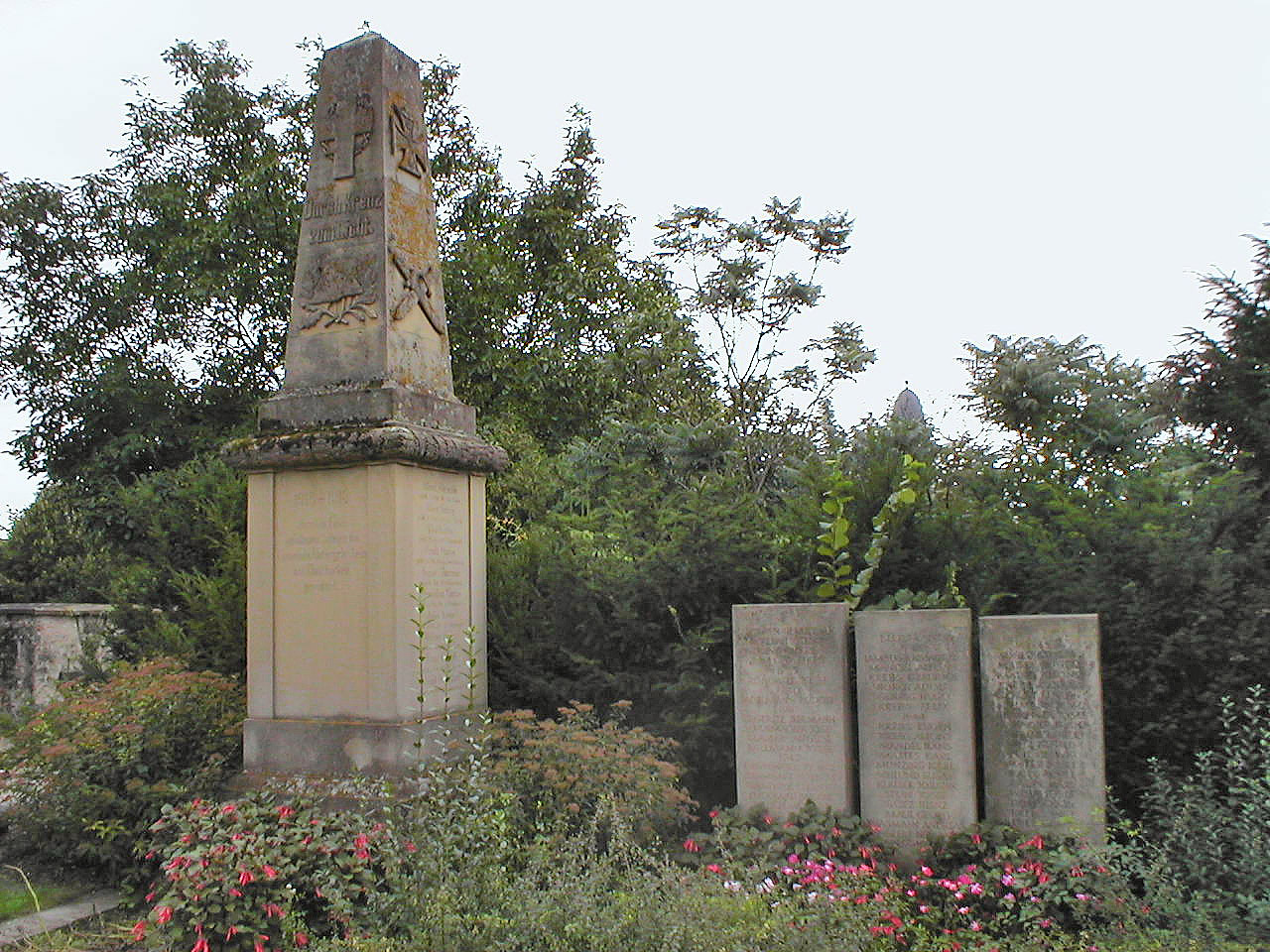
戦争記念碑
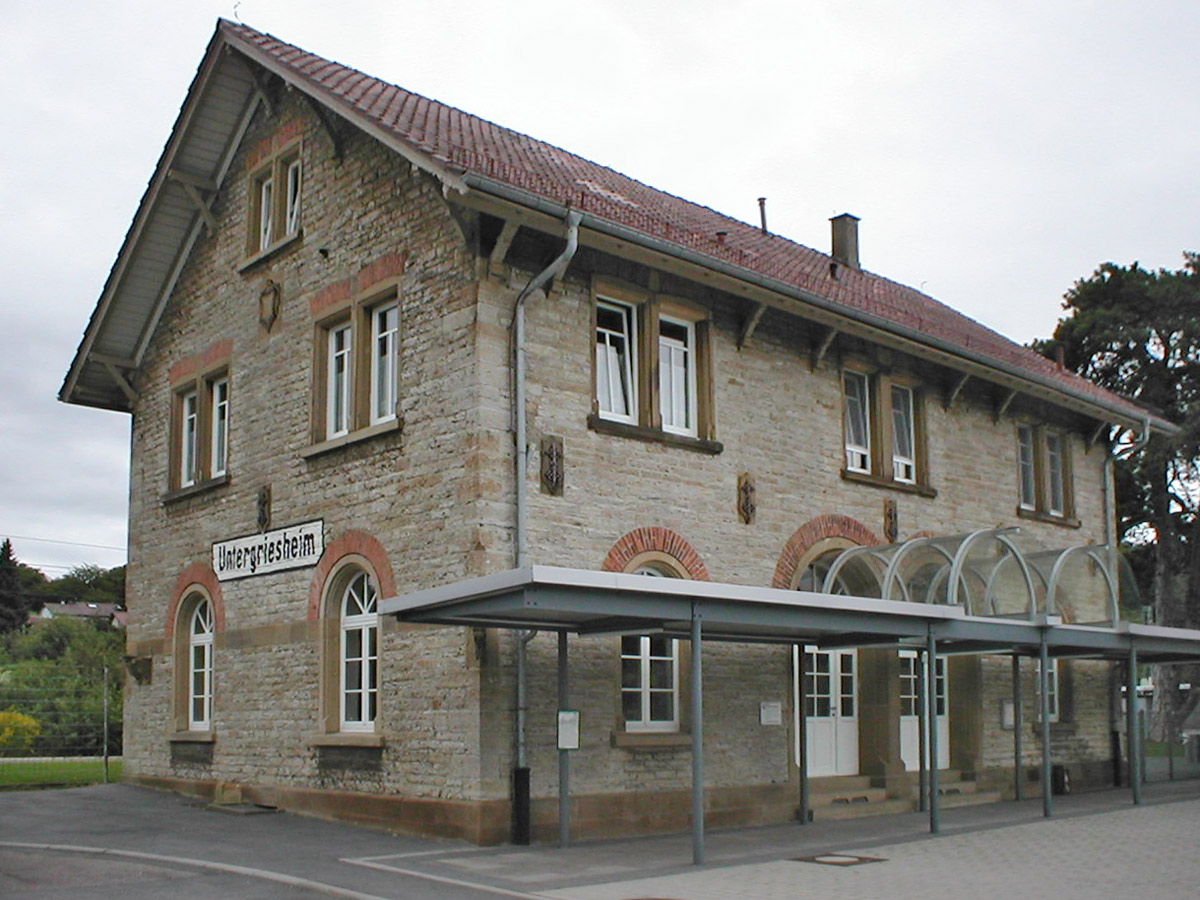
駅舎

### その他の地区
- ヴェンデリーン塔（ヤクストフェルト）
- ハーゲンバッハの旧村役場: かつてハーゲンバッハ城があった場所に1800年頃に建設された。
- ハーゲンバッハの墓地礼拝堂: 16世紀の建物

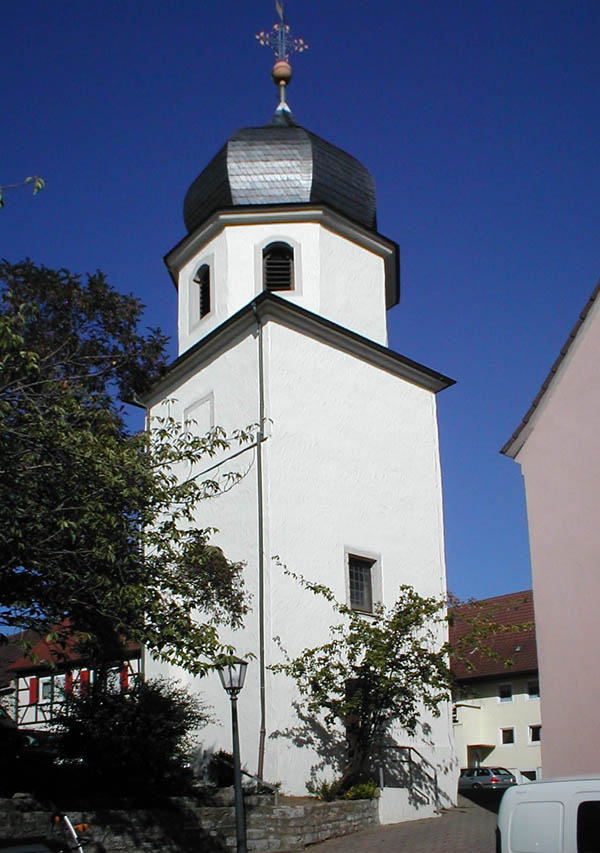
ヤクストフェルトのヴェンデリーン塔
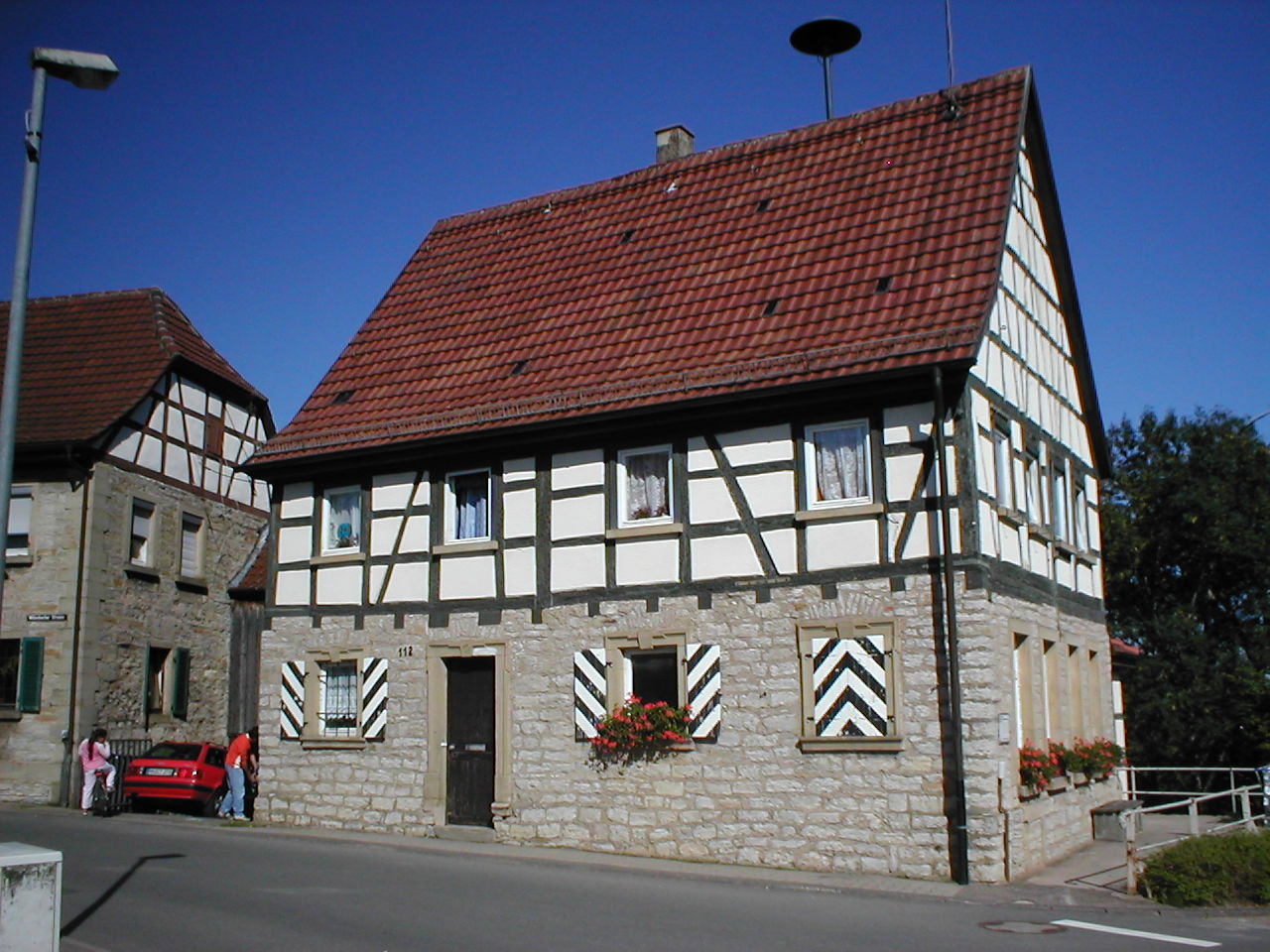
ハーゲンバッハの旧村役場
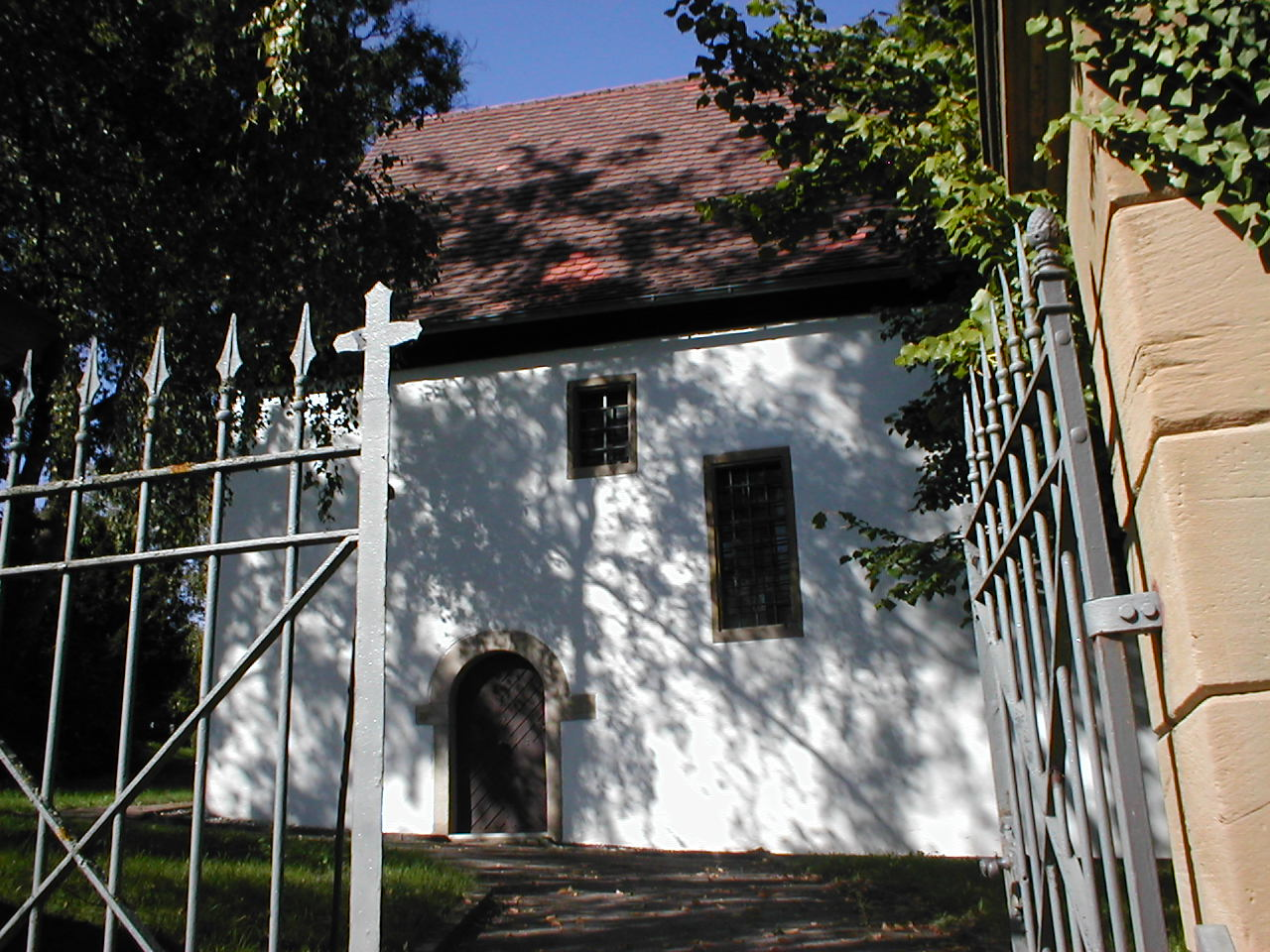
ハーゲンバッハの墓地礼拝堂

### 年中行事
- ゼーフェスト、2007年7月初めに第1回が行われた。
- キリアニマルクト（キリアン市）毎年7月初め
- ヴァルト・ウント・ボックビーアフェスト（森とボックビールの祭典）毎年、7月の終わりから8月初めの週末

## 経済と社会資本

### 交通
バート・フリードリヒスハル＝ヤクストフェルト駅は、重要な乗り継ぎ駅で、1869年から1920年まではバーデン大公国国営鉄道とヴュルテンベルク王国国営鉄道が乗り入れる国境の駅でもあった。現在も、長く造られたホームにその跡をうかがうことができる。両大戦間までは、この中央に検問所が設けられていた。
ヤクストフェルト駅で、エルゼン鉄道およびネッカータール鉄道（ハイデルベルクから、それぞれジンスハイムまたはモースバッハを経由する）は、シュトゥットガルトからヴュルツブルクへのフランケン鉄道に接続する。これに加えて1993年まではオールンベルクまでのウンテーレ・コッハータール鉄道が分岐していた。コッヒェンドルフとウンターグリースハイムにはフランケン鉄道の駅または通勤列車のみが停車する停車場がある。同じ路線のドゥッテンベルク＝オーバーグリースハイム停車場は1971年に閉鎖された。
公共近郊交通は、ハイルブロン＝ホーエンローエ＝ハル交通連盟に加盟している。
連邦道B27号（ブラッケンブルク（ハルツ） - シャフハウゼン線）が市内を通って、連邦アウトバーンA6号線に接続している。

### 地元企業

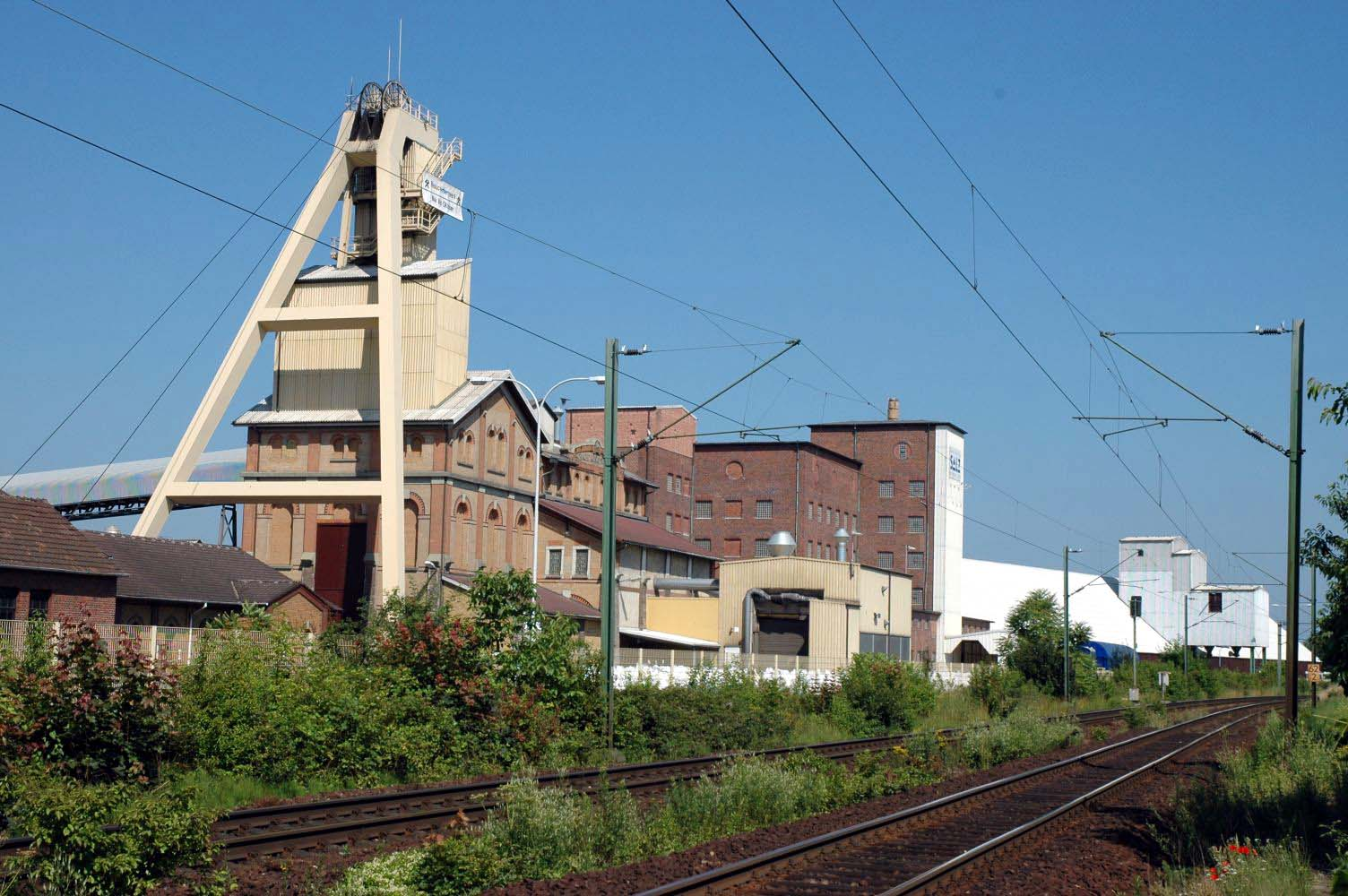
製塩所

Südwestdeutsche Salzwerke AGは、1899年から1994年まで操業していたコッヒェンドルフの製塩企業で、バート・フリードリヒスハルとネッカーズルムに約1200万m³ もの空洞を造りだした。1910年に採掘坑は、命じた王の名にちなみ "König Wilhelm II."（ヴィルヘルム2世王）と名付けられた。1984年に地下で3.7km離れた、同じ企業が所有するハイルブロンの施設に到達し、撤収の作業段階に入った。1994年から2015年までの計画で、坑道跡の空洞に瓦礫や特殊ゴミを埋めている。見学用の坑道が用意され、1920年代に造られた、地下の丸天井のホールなどを見学することができる。
Richard Hengstenberg GmbH & Co. KGは、コッヒェンドルフで保存用食品の製造を行っている。1953年にバート・フリードリヒスハルで創立された企業Hänel Büro- und Lagersystemeは、ヴィーゼントハイトやスイスのアルトシュテッテンに分工場を持ち、世界各地に営業展開している、自動管理機能を備えた倉庫システムの会社である。バート・フリードリヒスハルで歯車の製造を行っているZahnradfabrik Hänelは、同じ企業グループに属している。

### メディア
バート・フリードリヒスハルでのニュースは、日刊紙 Heilbronner Stimmeの北中部版(NM)や、行政広報紙 Friedrichshaller Rundblickに掲載される。

### 教育
フリードリヒ・フォン・アルベルティ・ギムナジウムやオットー・クレナート実業中等学校のほか、基礎課程、本課程の学校が存在する。また、市立図書館も利用できる。

## 人物

### 出身者
- ヘルマン・ミュラー（1913年 - 1991年）政治家、バーデン＝ヴュルテンベルク州議会議員、同州の財務大臣
- ハンス・シュライナー（1930年 - ）画家
- ゼバスティアン・デイレ（1977年 - ）俳優

## 引用
1. ↑  Statistisches Landesamt Baden-Württemberg – Bevölkerung nach Nationalität und Geschlecht am 31. Dezember 2023 (CSV-Datei)
2. ↑  Max Mangold, ed (2005). Duden, Aussprachewörterbuch (6 ed.). Dudenverl. pp. 181, 343. ISBN 978-3-411-04066-7